# Studehandel
Studehandel var en næringsvej, som i 16. – 18. århundrede spillede en stor rolle for dansk landbrug og danske købstæder.
Studehandelen fandt sted på den måde, at de danske bønders køer fødte kalve, hvoraf de kviekalve, der ikke ønskedes bibeholdt som malkekøer, blev slagtet og fortæret på gårdene, hvorimod tyrekalvene blev kastreret og opdrættet til en alder af 4-5 år. Disse stude under opfedning blev kaldt for græsøksne så længe, de om sommeren gik på græs, og staldøksne, når de om vinteren var på stald. Om efteråret blev de så solgt til en købmand eller godsejer. På hovedgårdene samt på de kongelige ladegårde blev studene opfodret i stald vinteren over, hvorved de tog kraftigt på i vægt. Disse staldøksne blev så solgt til opkøbere og af godsejeren selv sat på vandring via toldstedet i Gottorp (hvor den danske konge og hertugen af Gottorp i fællesskab opkrævede eksporttold af dem) sendt ned gennem Sønderjylland og Holsten til det store kvægmarked ved Wedel nær Elben vest for Hamborg, som fandt sted fra 25. marts og varede i 3-4 uger.
Fra markedet gik en del af studene til Hamborg og Lybæk, men størstedelen blev i pramme sejlet over Elben til omegnen af Stade, hvorfra de i løbet af sommeren blev videresendt til grevskabet Oldenburg, Rhinegnene eller Holland og Brabant. Når de nåede frem, blev de på ny sat på græs, og efter at have opnået deres største vægt, blev de slagtet og kødet solgt i byerne eller brugt som proviant for datidens omfattende skibsfart.
De danske græsøksne blev overvejende forhandlet på store kvægmarkeder i Kolding og Ribe og sendt sydover i september og oktober, mens resten blev sendt sydover som opfedede staldøksne i marts og april. Omkring 1520 begyndte man at lade dem gå på græs nede i Ditmarsken, hvorved de opnåede yderligere vægt og kompensation for vægttabet under vandringen sydpå.
Mens bønderne tjente penge på at producere stude til eksport, var det godsejere og købmænd, der havde eneretten til selve eksporten. Allerede Christian 2.s landlov fra 1521 indførte et forbud mod eksport af græsøksne, og ved forordning af 15. juli 1524 blev det udtrykkeligt fastslået, at kun adelen, bisperne og kongen måtte opfede stude på indkøbt foder.
Omfanget af denne studehandel var enormt: for årene 1545-1579 er antallet af eksporterede stude beregnet til 40.000 staldøksne, der passerede Gottorp, hvortil kom et mindre antal udskibet fra Skåne og Rødby eller fra den jyske vestkyst, og 1640 blev eksporten opgjort til 38.000 stykker; fra Fyn skete eksporten til Sønderjylland fortrinsvis fra Middelfart og Assens.
Først i 1788 blev adelens eneret til studehandel ophævet, og følgen var en stærk udvikling i vestjysk landbrug.

## Baggrund
Allerede i tidlig middelalder havde især de syddanske købstæder udviklet sig til knudepunkter for forsyninger af fødevarer til de fremvoksende nordtyske byer. Disse leverancer skete med mindre skibe, og antallet af sådanne sejladser kunne være stort, fx sejlede over 100 skibe til Danzig i årene 1474-1476. De skibsladninger, som således blev fragtede, kunne omfatte havre, smør, talg, skind, oksehuder, spæk og sild men også levende kvæg og heste, omend kun i mindre mængder. Ved siden af denne skibsfart skete imidlertid også transporter over land, således fra Jylland ad hærvejen via toldstedet ved Gottorp. Størstedelen af denne landtransport bestod af heste og okser men tillige får, lam, fedevarer, smør samt fisk: sild, ål, torsk og laks. Den modsatte vej gik blandt andet klæde, humle, hør, hamp, ærter, bønner, øl, salt, krydderier, vin og kramvarer. Levende kvæg udgjorde således kun en meget lille del af den samlede danske eksport.
I løbet af 1400-tallet begyndte bybefolkningen imidlertid at vokse, først i Middelhavsområdet men efterhånden også længere nord på, og denne vækst nåede Norden og Østeuropa omkring midten af 1500-tallet. På denne tidspunkt var imidlertid nordtyske og nederlandske byer inde i en voldsom vækst. Denne befolkningsvækst bevirkede også øget efterspørgsel efter fødevarer. De omgivende landområder kunne slet ikke leve op til efterspørgslen, så behovet for leverancer bredte sig, og hollandske købmænd begyndte at besejle Østersøen for at hente især korn, men også tjære, beg, hør, hamp og tømmer. Til gengæld solgte de salt, vin, krydderier og metaller.
Også Danmark og Hertugdømmerne blev i stigende grad inddraget i denne voksende fødevarehandel. Disse områder lå nær de store afsætningsmarkeder i Lübeck, Hamborg, Amsterdam og andre storbyer i Nederlandene, og afstandsforholdene spillede en stor rolle for prisen på kvæg, der blev afsat som fødevarer til bybefolkningen. Efterhånden udviklede kvægopdræt sig derfor til en rentabel forretning. Kvæget blev sat på opfedning på de store overdrevsområder, og selvom de mistede en del af deres vægt under de efterfølgende vandringer til markederne, hvilket var transportbesparende, så fandtes der en mulighed for at lade dem opfede igen inden slagtning og saltning. Hvornår denne studehandel for alvor startede, er noget usikkert: i begyndelsen af 1400-tallet begynder slesvigske og holstenske købmænd at opkøbe levende okser i Jylland. og i 1448, 1452 og 1454 optræder der klager om, at knochenhauere (slagtere, der selv opkøbte, slagtede og solgte opskåret kød) fra Lübeck havde undgået tolden i Kiel med indkøbte danske okser. I 1461 fik Hamborg tilladelse til at købe kvæg, korn og andre varer i Slesvig, Holsten og Stormarn, året efter tillige tilladelse til at købe samme varer i Danmark. På samme tid, i 1447, fastslås en ret til bønderne på Tåsinge til at sejle øksne til Tyskland og fra 1480 begynder Svendborg at klage over, at almuen på Tåsinge, Thurø, Strynø, Strynøkalv, Birkholm, Hjortø, Skarø og Drejø har ulovlige havne og driver sejlads og købmandsskab på Tyskland. Der synes således ikke tvivl om, at studehandel allerede var vel etableret omkring midten af 1400-tallet.
Allerede på dette tidspunkt synes drivning ad bestemte ruter at være udviklet. Således bekræfter hertug Adolf i 1455, at Haderslevs borgere havde toldfrihed i byen men skulle betale told af okser, som de havde købt "på driften". Et nyt efterårsmarked i Kolding oprettet i 1454 afspejler muligvis også denne drift og handel, og i Ribe optræder købmænd fra Lübeck i 1460-erne som opkøbere af kvæg. I Christian Is handelsforordning af 30. september 1475 nævnes Ribe, Kolding og Assens som steder, hvortil kvæg blev drevet og handlet på store markeder, og færgeruten fra Assens var allerede etableret.
Om organiseringen af denne tidlige studehandel vidner regnskaber for 1484-1485 fra Gottorp. Ifølge disse stod handlende fra Hamborg, Lübeck og Lüneburg for omkring 35% af fragten, købmænd fra hertugdømmerne for en tilsvarende andel (heraf stod borgere fra Flensborg for 20%), danskere (fra Odense, Assens og Ribe) for ca. 15%, nederlandske handlende 4% og folk fra andre nordvesttyske byer blot 1%. Kilder, skøn og beregninger over kvægmarkedernes omsætning viser, at der i årene omkring år 1500 på Ribe marked omsattes 5-7.000 stykker om året, i Kolding 3-4.000 stykker og fra Assens blev fragtet 2-3.000 stykker, hvilket giver en samlet omsætning på 12-15.000 kreaturer.
Indtil omkring 1485 var der nogenlunde lige mange heste og stykker kvæg, der blev registreret ved toldstedet ved Gottorp, men frem til år 1500 forblev eksport af heste nogenlunde fast på 4-5.000 stykker om året, hvorimod antallet af stude voksede kraftigt. Regnskaberne fra toldstedet i Gottorp antyder udviklingen: ca. 2.500 stykker i 1485, ca. 6.500 i 1491 og 1498, ca. 9.500 i 1501 og 1508, ca. 21.000 stykker i 1519. Samtidig skete der en omlægning fra efterårseksport til forårseksport, og Christian II fandt anledning til i 1518 at forøge tolden på okser for Sjælland, småøerne og Skåne med den begrundelse, at det var nyt at drive levende okser ud fra disse områder, så kongen måtte sikre sig, at tolden fremover svarede til den, som hidtil var opnået for slagtede dyr. Overhovedet begyndte Kronen fra denne tid at føre en mere aktiv politik i forhold til studehandelen.

## Fra græsøksne til staldøksne
Udgangspunktet for studeproduktionen var de kalve, som køer fødte. Kviekalve endte som malkekøer eller de blev slagtet enten til egen fortæring på gårdene eller solgt til byernes fortæring. Tyrekalve blev derimod kastrerede og derefter opdrættet til de var 4-5 år gamle på gårde. Det sidste år, de opholdt sig på gårdene, blev de kaldt græsøksne, og de blev efter et sidste ophold om efteråret solgt til en købmand eller en godsejer. De blev den følgende vinter holdt på stald og opfodrede med hø, hakkelse og avner. Det følgende forår havde de taget voldsomt på i vægt og blev nu kaldt staldøksne.
Frem til omkring 1511 var græsøksne dominerende i eksporten, således udgjorde stude eksporteret i september og/eller oktober langt størstedelen af samtlige eksporterede stude, men fra dette tidspunkt skete der et brat skifte, og i 1519 var staldøksne allerede allerede dominerende i eksporten: i 1485 udgjorde forårseksporten blot 19%, 1491-1508 i gennemsnit 30-35%, 1510 omkring 60%, 1511 blot 40%, 1519 70%, 1546-48 ca. 80% og 1549 94% Årsager til omlægningen var, at mens eksporterede græsøksne kun havde kort til at græsse i efter vandring for at genvinde vægt, så kunne staldøksne vandre om foråret i god stand, derefter græsse hele sommeren i marskegne og genvinde fuld vægt således, at de havde langt større vægt og langt større værdi ved salg. Og mens græsøksne i 1400-tallet altovervejende var blevet solgt på efterårsmarkeder i nordtyske byer, kunne staldøksne under deres forårsvandring også nå fjernere markeder i Nederlandene og Nordtyskland, hvilket betød en voldsom udvidelse af det mulige afsætningsmarked. En følge af omlægningen var således, at nye forårsmarkeder fremkom ved Elben og Weser, hvor indbyggerne i marskegne købte kvæg til opfedning, blandt andet i Wedel. Allerede fra 1480-erne var forårsdrift til nederlandske markeder udviklet, og i 1496 og 1497 blev omkring 7-8.000 øksne her færget over Elben til disse markeder.
Netop i 1400-tallet synes udviklet et internationalt kvægmarked, der foruden Nederlandene og Nordtyskland også omfattede mellemeuropæiske storbyer som Köln, Nürnberg, Prag, Wien og Venedig. Også til disse markeder skete omfattende kvægdrivning ofte over lange afstande, og når et marked svigtede, søgte kvægdriverne mod et andet af disse markeder, således optræder dansk kvæg i 1492 i Köln.
Da studehandelen for alvor blev en lukrativ forhandling, søgte godsejerne at sikre sig eneret på denne virksomhed. Det lykkedes ikke, da både Kronen, udenlandske opkøbere og købmænd i købstæderne også fik del i denne, men det lykkedes dem på det nærmeste at få udelukket bønderne fra at deltage. Det forhold, at bønderne måtte indgå en fæstekontrakt for at kunne drive en gård, blev hurtigt udnyttet af godsejerne til at sikre sig, at bønderne også kunne pålægges at levere og opfodre kalve eller opstalde voksne dyr som en del af deres landgilde. Man skelnede i denne forbindelse mellem fodernød, foderokse og staldokse. Fodernød var de kalve, som bønderne blev pålagt at opfodre på vegne af godsejeren, mens foderokse og staldokse var voksne dyr, som bønderne skulle fodre inden at de blev eksporterede. Omregnet til værdi i hartkorn svarede en fodernød til ½ tønde, en foderokse til 1 tønde og en staldokse til 4 tønder, hvilket formodentlig afspejlede den mængde foder, der måtte bruges på opfedningen. Fodernød forekom stort set over hele landet, i Jylland dog med større intensitet i Salling, på Mors og i Thy, mens foderokser altovervejende forekom på Fyn og staldokser især i Vendsyssel og dele af Østjylland mellem Randers Fjord og Vejle Fjord.
Bønderne kunne dog også tjene penge på studehandelen: de kunne selv opdrætte og sælge græsøksne. Foruden at dette salg gav dem en vis egen fortjeneste, gav de opdrættede stude ekstra gødning, som kunne udnyttes på deres markeder. For godsejerne lå fortjenesten på omkring 20% af salgsprisen i hele 1500-tallet.

## Handelsruter
Der var flere veje ad hvilke okser og stude kunne nå frem til deres markeder: stude fra Lolland blev udskibede fra Rødby og fragtet til Neustadt eller Travemünde i Holsten og herfra gik videre til markedet i Lübeck. Stude fra Skåne blev ligeledes fragtet med skib til disse havne. Stude fra Sjælland blev udskibede fra Korsør og sejlede over Storebælt til Nyborg, hvorfra turen gik via Odense til Assens, hvor både de og fynske stude blev udskibede og sejlede over til Årøsund øst for Haderslev, og herfra gik turen sydover. Stude fra Vendsyssel blev først fragtet til Sundby (Nørresundby) og sejlet over til Aalborg, hvorfra vandringerne fortsatte enten via Hobro og Randers eller via Viborg sydpå til Kolding. Fra Østjylland gik stude fra Aarhus via Horsens og Vejle til Kolding. Fra Mors blev stude sejlede over til Salling og sammen med stude herfra fortsatte vandringen først til Viborg og herfra sydover til Foldingbro. I Hardsyssel i Vestjylland blev studene først bragt til Holstebro, herfra gik vandringen sydover til Varde, hvorfra vandringen fortsatte sydover mod Ribe.
Vandringen gennem Hertugdømmet Slesvig skete ad to ruter, en vestlig fra Ribe og en østlig fra Kolding. Fra Ribe kunne vandringen ske ad to veje: direkte sydover til Tønder og via Læk til Husum, hvorfra de enten kunne blive sat til græsning i Ditmarsken eller vandre østover mod Rendsborg, der lå ved grænsen til Holsten. Ad den østlige rute gik vandringen fra Kolding via Haderslev, hvor de fik følgeskab af studene fra Fyn og Sjælland, til Toldsted, der lå vest for Aabenraa, og herfra fortsatte vandringen sydover først til Gottorp og Slesvig by, derfra videre til Rendsborg. Også Ribe sendte stude via Arnum til Toldsted og herfra videre. Rendsborg var således det eneste sted, hvor vandringen ind i Holsten skete, hvis man ser bort fra de stude, som blev sat til fornyet opfedning i Ditmarsken.
Vandringen gennem Hertugdømmet Holsten kunne ske ad to ruter: en vestlig via Itzehoe til Uetersen og herfra til Wedel, der var overfartssted over Elben, og en østlig via Bad Bramstedt, hvorfra nogle gik til Uetersen og Wedel, andre via Ulzburg og Ochsenzoll direkte til markedet i Hamborg. Også en del af de stude, der kom til Wedel, blev senere sendt østover til Hamborg og Lübeck.
Fra Wedel blev studene sejlet over Elben til Stade. Herfra gik vandringen vestover via Bremervörde, Basdaell, Bremen, Delmenhorst, Kloppenburg, Löningen, Haselünne, Lingen (hvor der var overfart over Ems), Neuenhaus, Uelsen, Hardenberg, Zwolle og Hasselt. Herfra blev studene så bragt til de store byer i Nederlandene: Amsterdam, Rotterdam, Utrecht, Arnhem, Deventer, Haarlem, Eikhuizen, hvor kunderne og de endelige markeder var. I Zwolle, Deventer og Arnhem blev holdt store forårsmarkeder. Det må bemærkes, at Oldenborg med byerne Delmenhorst, Kloppenburg og Löningen på daværende tidspunkt tilhørte den danske konge, således at denne var garant for sikkerheden også på en væsentlig del af strækningen fra Wedel til de nederlandske markeder.
Endelig forelå muligheden for at udskibe stude fra den jyske og slesvigske kyst og sejle dem direkte til deres markeder.

### Toldsteder
Næppe overraskende ønskede danske konger at udnytte de beskatningsmuligheder, som denne store eksport gav mulighed for, og der blev da også oprettet stategiske toldsteder på ruten, således i Assens, skiftevis i Ribe og Foldingbro, i Kolding samt ved Toldsted.

## Historie
Skønt studehandelen var en god forretning, var den også risikabel: konjunkturerne gik op og ned, studedrifter var fx meget udsatte som krigsbytte, og Kronens politik på dette område kom til at afspejle politiske reaktioner på disse konjunkturændringer samt gentagne indgreb mod smugleri.
Under krigen med Lübeck 1509-1512 var eksport til denne by forbudt, og al eksport skete med licens og garanti for, at dyrene kun gik til nederlandske markeder. Frem til år 1500 var det samlede antal levende eksporterede dyr forbi Gottorp formentlig mindre end 20.000, men fra 1501-1520 lå eksporten på 25-30.000 stykker, og i perioden 1545-1549 på 33-39.000 stykker.
Allerede i 1521 blev det i Christian IIs landlov § 93 bestemt, at eksport af græsøksne skulle være forbudt, og dette forbud blev senere bekræftet flere gange. Forbuddet gjaldt kun i kongeriget, ikke i hertugdømmerne, og mange studehandlere udnyttede muligheden for at smugle græsøksne til Slesvig og lade dem opfede der. Ved forordning af 15. juli 1524 blev det bestemt, at kun adel, bisper og Kronen måtte opfede stude med indkøbt foder, men andre skulle nøjes med foder, de selv havde avlet. Derved blev der i realiteten indført et oligopol for de tre grupper på opfedning og eksport af stude.
Under Grevens Fejde besluttede daværende hertug Christian (senere Christian III), at de bønder, som havde støttet skipper Clement i stedet for at miste hovedet skulle betale "halsløsning" i form af en stud. I sin ordre til lensmændene blev det præciseret, at det skulle være "gode fuldvoxne øxne og ikke halvvokset fæ". Som konge pålagde Christian ved skrivelse af 27. november 1541 lensmanden over Åkær og Århusgård, Peder Ebbesen, om at i stedet for sagefald og stedsmål at modtage stude, der skulle opstaldes, opfodres og efterfølgende sælges "Os til bedste".
Toldregnskaber viser, at eksporten ved Gottorp og Rendsborg i årene 1545-1579 var på omkring 40.000 stude, hvortil kom stude udskibede fra Skåne og øerne eller fra den jyske vestkyst.
På grund af vanskeligheder med at kontrollere grænse mellem kongeriget og hertugdømmet Slesvig blev der nytårsdag 1567 udstedt en forordning om, at alle kreaturer forhandlede på markedet i Kolding også skulle fortoldes i byen. Samme år, den 22. februar 1567, fik tolderne i Ribe, Kolding, Assens, Middelfart og Rødby ordre om, at de dette år skulle opkræve en ekstra daler (svarende til 3 mark) oveni den normale told på 1¼ mark. For at forhindre studehandlerne i at undgå betaling, skulle dette holdes hemmeligt, indtil disse var nået helt frem til toldstedet. Tolden forblev derefter på dette niveau frem til 1573, da den blev nedsat til sin tidligere størrelse efter, at der var indkommet talrige klager fra købstæderne om nedgang i øksneeksporten, og fordi hertugdømmerne som reaktion herpå havde forøget deres studeproduktion.
Den 4. september 1571 blev det ved en forordning bestemt, at alle kreaturer eksporterede til Slesvig skulle fortoldes enten i Kolding eller i Gredstedbro ved Kongeåen. Da der i første omgang ikke blev udstationeret nogen tolder ved Gredstedbro, skulle tolden rent faktisk betales i Ribe. Ved forordning af 23. august 1573 blev det så bestemt, at de kvægmarkeder, som siden middelalderen var blevet afholdt i Ribe, flyttes til Gredstedbro sammen med tolderen, men Ribe protesterede, og den 16. juni 1582 blev tolstedet flyttet tilbage til Ribe, mens der ved Gredstedbro blev udstationeret en toldbetjent, som kun skulle registrere passager ved broen, og disse registre skulle så afleveres til tolderen i Ribe. Når studedriverne vendte tilbage til Ribe skulle de så fremvise kvittering på den told, de havde betalt i Ribe.
Ved forordning af 2. marts 1583 blev der givet tilladelse til at udføre græsøksne og saltet kød, dog mod at betale samme told som hidtil for staldøksne og ½ daler for hver tønde saltet oksekød. Årsagen var dels konkurrence fra hertugdømmerne, dels den samtidige krig i Nederlandene. Dette førte til et voldsomt tilbageslag i studehandelen. Først i anden halvdel af 1580-erne forbedredes markedsforholdene, og den 17. august 1588 blev tilladelsen til eksport af græsøksne ophævet, mens tilladelsen for eksport af saltet kød blev ophævet den 7. december samme år. Som begrundelse blev angivet, at prisen på græsøksne var blevet for høj. Imidlertid blev der klaget over denne ophævelse, idet mange adelsfolk hævdede at have indgået opfedningsaftaler i hertugdømmerne. Det endte med, at der den 30. september blev givet tilladelse til, at allerede indkøbte græsøksne måtte eksporteres indtil Mortensdag.
De nye gode konjunkturer medførte, at produktionen og eksporten af stude fortsatte: i årene 1610-1620 nåede eksporten et nyt højdepunkt med 45.000-50.000 stude om året. Samtidig var der øjensynlig gang i en "opfedningsspekulation", idet en forordning af 6. september 1604 konstaterede, at borgere, præster, fogeder, skrivere og formuende bønder angiveligt rejste rundt i landsbyerne, opkøbte stude hos bønderne, selv lod dem opfede og så solgte dem til opkøberne. Derved var de blevet konkurrenter til Kronen og adelen, som ikke selv kunne opkøbe så mange græsøksne, som de ønskede, hvorfor det blev understreget, at al handel med stude skulle ske på lovlige markeder eller på købstædernes kvægtorve. Den 1. juli 1619 blev yderligere bestemt, at øksne og andet "fæ" kun måtte udføres i marts måned for bedre at kontrollere eksporten, dog undtaget stude eksporterede på skibe og stude forhindrede i at komme over bælterne.
I begyndelsen af 1620-erne ramte en kornkrise landet på grund af misvækst og dårlig høst, og ved forordning af 26. august 1622 blev vilkårene for studeeksport liberaliserede, idet det nu blev tilladt for købmænd at købe så mange græsøksne, som de kunne opføde på Kronens, adelens eller eget avlet korn. Endvidere blev åbnet mulighed for frit at vælge udskibsningshavn for stude og at udvide eksportperioden ud over marts måned.
I de følgende år var konjunkturerne gode: kornpriserne lå relativt højt, blandt andet fordi Sverige lagde store toldafgifter på korn eksporteret fra havne i Preussen, Polen og Pommern, og korneksporten fra Danzig var visse år helt blokeret. Det gav Danmark særdeles gode muligheder for at eksportere korn. Men også vilkårene for studeeksport var gode, og i 1640 blev der eksporteret 38.000 stude svarende til en værdi på 6-700.000 rigsdaler. Ydermere var priserne på græsøksne stigende og nåede omkring 8 rigsdaler pr. styk, hvilket bønderne nød godt af. Men priserne på staldøksne steg endnu mere og nåede omkring 5 rigsdaler pr. styk i fortjeneste. Mange købmænd engagerede sig i produktion af og handel med stude, og ved forordning af 8. juni 1639 blev det pålagt købmænd at dokumentere, at stude var opfedet på selvavlet korn. Så ramte en kvægpest landet: den brød ud i Holsten, Mecklenburg og Pommern i vinteren 1637/38 og bredte sig indtil den i vinteren 1638/39 ramte Skåne, men ebbede derefter ud. Inden da havde regeringen taget drastiske forholdsregler, blandt andet var alle kvægmarkeder og -torve i Jylland blevet lukket.
I 1644 indtraf Torstenssonfejden, hvor Jylland blev besat af svenske tropper, som gennemførte "omfattende hærgninger, plyndringer, brandskatning og afbrænding af hele landsbyer". Krigen medførte, at studehandelen brød sammen, fallitter bredte sig, og udviklingen ramte også Danmark, således havde Steffen Rode ifølge sin regnskabsbog et underskud på 19.000 rigsdaler for årene 1639-1649. Følgen heraf var, at nederlandske købmænd og skippere nu begyndte at opkøbe staldøksne direkte ved ladegårdene og derved fortrængte danske købmænd fra denne del af markedet. En medvirkende årsag kan også have været, at mens bønderne og godsejere fortsat tjente godt, så kom fortjenesten for købmændene under pres. I 1647 var situationen blevet så alvorlig, at rigsrådet bad landkommissærerne om at udarbejde en betænkning om studehandelen. Denne foreslog en kvoteordning for, hvor mange stude, der måtte opstaldes, og anbefalede at fremover i højere grad satse på mejeriproduktion. Der kom dog ingen lovgivningstiltag på grundlag af betænkningen.
I årene 1658-1660 blev Danmark atter ramt af krig, denne gang Karl Gustav-krigene, og atter blev studeeksporten ramt. Efter krigen kom studeeksporten i gang igen og nåede de fleste år mellem 1670 og år 1700 op på 20-30.000 styk om året forbi toldstedet ved Gottorp, hvilket nogenlunde svarede til niveauet før krigen. Den rolle, studene fortsat havde for hovedgårdenes økonomi, afspejler sig i de jordebøger, som blev afleveret til Kronen og dannede grundlag for matriklen 1662.
Først i 1788 blev adelens eneret til studehandel ophævet, og følgen var en stærk udvikling i vestjysk landbrug.

## Begrebets anvendelse i dagligsproget
Efter at studehandelen var ophørt, havde begrebet "en studehandel" bidt sig fast i sproget, og anvendes stadig, specielt i politisk sammenhæng. I Den Danske Ordbog defineres begrebet således:
| „ | Uformel (politisk) aftale hvor to parter giver køb på deres overordnede ideologiske principper for hver især at opnå kortsigtede fordele. | “ |